# Radiodensidade
Radiodensidade (ou radiopacidade) é um termo que se refere à habilidade da radiação eletromagnética, particularmente dos raios X, de passar por um determinado material. Materiais que inibem a passagem de radiação eletromagnética são chamados radiodensos, enquanto aqueles que permitem mais facilmente a passagem da radiação são chamados radiolucentes. O termo se refere à aparência relativamente branca e opaca de substâncias ou materiais densos em estudos de imageamento radiográfico, quando comparada à aparência relativamente mais escura de materiais menos densos.
Os raios X fazem parte do espectro eletromagnético, com fótons de energias superiores às energias da luz visível e da luz ultravioleta. Raios X se distinguem dos raios gama pelo fato de serem produzidos na desaceleração de partículas carregadas ou na transição de estado de orbitais eletrônicos, enquanto os raios gama são produzidos em transições que ocorrem nos núcleos dos átomos. Raios X para diagnóstico são produzidos em tubos de raios X.
A palavra radiodensidade se refere à dificuldade na passagem de raios X por um material, e não de ondas de rádio nesse material.

## História
A descoberta acidental dos raios-X por Röntgen, em 1895, conduziu o cientista a experimentos diversos com este tipo de radiação. Röntgen conseguiu observar diferentes propriedades dos raios-X, dentre elas:
- A densidade dos materiais, sobre os quais incidem os raios-X, influencia na habilidade do material de permitir a passagem de radiação;
- Amostras de mesmo material possuem diferentes habilidades de transmissão de raios-X quando as suas espessuras variam. Quanto maior a espessura, menor é a transmissão dos raios;
- Placas fotográficas são sensíveis a radiação eletromagnética de raios-X.

Deste então, a interação dos raios-X com a matéria foi extensivamente estudada, tanto experimentalmente como teoricamente.

## Fundamentos Teóricos
Os principais mecanismos de interação dos raios-X com os materiais são:
- Efeito fotoelétrico;
- Espalhamento Compton;
- Espalhamento Rayleigh;
- Produção de pares (elétron e pósitron).

Sabendo-se a densidade mássica do material no qual incide a radiação, seu número atômico, sua massa atômica, e a energia do fóton incidente no material, é possível prever o coeficiente de atenuação linear (e também o coeficiente de atenuação em massa), que basicamente informa o quanto deve decair a intensidade do feixe incidente conforme a espessura de material que ele atravessou.
A informação dos coeficientes de atenuação linear de um feixe de raios-X em diferentes materiais permite prever quão radiopacos são estes materiais.
Se um feixe de raios-X incidir em uma amostra composta por diferentes materiais, e um filme sensível a raios-X for posicionado atrás desta amostra, poderá se observar no filme uma imagem composta por diferentes tons de cinza. Estes tons de cinza são a interpretação qualitativa da interação dos raios-X com a matéria, e descrevem a radiodensidade dos materiais.

## Aplicações
Apesar de o termo radiodensidade ser mais utilizado no contexto de comparação qualitativa, ele pode também ser quantificado de acordo com a escala Hounsfield, que é de importância central nas aplicações da tomografia computadorizada de raios X. Na escala Hounsfield, a água destilada tem um valor de 0 (zero) unidades Hounsfield (UH), enquanto o ar possui um valor de -1000 UH.
Na medicina moderna, substâncias radiodensas são aquelas que não permitem a passagem de raios X ou radiação similar. Imageamento radiográfico tem  sido revolucionarizado por meios de contrastes radiodensos, que podem ser transportados pela corrente sanguínea para o trato gastrointestinal ou para o fluido cerebroespinal, e são utilizados para realçar as imagens obtidas com raios X ou por tomografia computadorizada. A radiopacidade é uma das principais considerações feitas no design de diversos dispositivos, tais como fios-guia e stents utilizados durante intervenções radiológicas.
A radiopacidade de um dado dispositivo endovascular é importante para o acompanhamento do dispositivo durante o procedimento intervencional. Os dois principais fatores contribuintes para a radiopacidade de um material são a sua densidade e o seu número atômico. Dois elementos radiodensos comumente utilizados como contrastes em imageamento médico são o bário e o iodo.
Dispositivos médicos geralmente contêm um radiopacificador para aumentar a visualização durante a implantação dos dispositivos temporários, tais como cateteres ou fios-guia, ou para o monitoramento da posição de dispositivos médicos permanentes, tais como stents, implantes de quadris ou joelhos e parafusos. Implantes metálicos frequentemente possuem radiocontraste suficiente para que radiopacificadores não sejam necessários. Exemplos de materiais de radiocontraste incluem titânio, tungstênio, sulfato de bário e óxido de zircônio.